# Зенит-16
Зени́т-16 (во время разработки «Зенит-15», а затем «Зенит-15 ВС») — малоформатный однообъективный зеркальный фотоаппарат семейства «Зенит» с полуавтоматической установкой экспозиции на основе заобъективного экспонометра, выпускавшийся на КМЗ им. Зверева с 1972 по 1977 год. Первый в СССР зеркальный фотоаппарат со световой индикацией в поле зрения видоискателя.
Фотоаппарат должен был стать первым из целой серии, включающей уже разработанные к моменту его выхода модели «Зенит-16М», «Зенит-17», «Зенит-19» и автоматический «Зенит-18». Однако в дальнейшем от новой линейки отказались в пользу других конструкций, и ни одна из этих моделей не попала в серийное производство.
Позднее под названием «Зенит-19» и «Зенит-18» на КМЗ выпускались фотоаппараты другой конструкции, а «Зенит-15» выпускался на БелОМО и являлся перемаркированным «Зенитом-TTL». «Зенит-15М» белорусского производства также был модификацией «Зенита-12сд».

## Особенности
Самым оригинальным в фотоаппарате был фокальный затвор, основные принципы работы которого унаследованы от затвора «Зенит-7». Главная особенность заключается в уникальном инерционном механизме бесступенчатой регулировки выдержек с обратным, а не прямым отсчётом. Если в классических шторных затворах прямого отсчёта время экспозиции регулируется моментом срабатывания второй шторки при неизменном времени старта первой, то в этой камере постоянным остаётся момент начала закрывания второй. Ведущий барабан запускается поднимающимся зеркалом постоянного визирования и через фиксированный интервал времени (чуть больше самой длинной выдержки 1/15 секунды) отпирает замок второй шторки. Первая шторка срабатывает от этого же барабана, но момент её открытия тем позже, чем короче установленная выдержка. 
Такое устройство, разработанное в ГОИ для «Зенита-7», по мнению советских конструкторов повышает равномерность экспонирования и стабильность коротких выдержек. Но при этом увеличивается лаг затвора, а усложнённая конструкция снижает надёжность. Однако, наиболее кардинальным решением стал разворот затвора на 90°. Цилиндрические гильзы с пружинами первой и второй шторок расположены горизонтально снизу и сверху окуляра, а главный барабан затвора проходит под кадровым окном. В результате шторки движутся вертикально вдоль короткой стороны кадра и обеспечивают рекордную для СССР выдержку синхронизации 1/125 секунды при умеренных скоростях и нагрузках механизма. Матерчатые шторки не размещали так ни в одном фотоаппарате ни до, ни после «Зенита-16». Дизайн отражает попытку обхода патентных ограничений на новейший на тот момент ламельный затвор, и получения сопоставимых характеристик на доступных технологиях.
Как и у «Зенита-7» головка выдержек «Зенита-16» не вращается при взводе и срабатывании затвора, и имеет равномерную шкалу, обеспечивая сопряжение с первым у КМЗ TTL-экспонометром. Впервые в СССР использован новый принцип компоновки фотоаппарата: вместо установки всех узлов внутрь корпуса, в «Зените-16» они смонтированы на металлическом каркасе, и закрыты крышками из высокопрочной пластмассы. Такая конструкция повышает технологичность конвейерной сборки и удешевляет массовое производство. Кроме того, для доступа к механизмам при ремонте достаточно снять пластмассовые крышки, крепящиеся несколькими винтами. Однако фотоаппарат «Зенит-16» получился ненадёжным и в общей сложности выпущено всего 11 114 штук. На его основе разработана оригинальная камера с индексом «Зенит-19», не дошедшая до серийного выпуска. В массовое производство пошёл «Зенит-19» совершенно другой конструкции с ламельным затвором собственной разработки КМЗ.

## Необычные элементы конструкции
- Спусковая кнопка с резьбой для тросика расположена на задней стенке под курком взвода, и рассчитана на нажатие большим, а не указательным пальцем[18]. Автоспуск в камере отсутствует;
- Задняя стенка откидывается на шарнире не вбок, а вниз, и фиксируется в закрытом положении подпружиненной оправой окуляра[18][14][* 4];
- В лентопротяжном механизме отсутствует зубчатый мерный валик, а шаг кадра соблюдается наматывающей катушкой, учитывающей при вращении диаметр рулона[14]. Такой же принцип используется в среднеформатных фотоаппаратах, например «Салют»: в перспективной модели «Зенит Супер-35» планировалось использование неперфорированной 35-мм фотоплёнки с дальнейшим переходом к увеличенному кадру 32 × 48 мм[6][10];
- Прорезиненные матерчатые шторки затвора при срабатывании движутся не справа налево, а снизу вверх, обеспечивая очень короткий ход и рекордную для СССР выдержку синхронизации 1/125 секунды[13];
- Выдержки затвора регулируются бесступенчато: при выборе любого промежуточного положения диска отрабатывается соответствующее дробное значение выдержки;
- Механизм фотоаппарата собран не внутри корпуса, а смонтирован на прочном металлическом каркасе, закрытом пластмассовыми крышками[6]. Дизайнеры считали, что такое устройство облегчит ремонт и сборку[14];
- Впервые в СССР реализован TTL-экспонометр[* 5]. Его основой стал сернисто-кадмиевый (CdS) фоторезистор ФПФ-9[20][* 6];
- В поле зрения видоискателя размещены две микролампы накаливания, сигнализирующие отклонение от правильной экспозиции[7][6];
- Впервые в СССР фотоаппарат оснащён «горячим башмаком» с центральным синхроконтактом[1];
- Механизм прыгающей диафрагмы с приводом от затвора снабжён репетиром, совмещённым с включателем экспонометра[11];